# Trina Solar
Trina Solar Co., Ltd. (kinesisk: 天合光能股份有限公司) er en kinesisk fotovoltaikvirksomhed, der blev etableret i 1997. Virksomheden sælger, producerer og forsker i solceller, solcelleanlæg og energisystemer. Trina Solar har hovedkvarter i Changzhou, Jiangsu er børsnoteret på Shanghai Stock Exchange.